# NK Koprivnica
NK Koprivnica ist ein kroatischer Fußballverein aus Koprivnica, einer Kleinstadt im Norden des Landes nahe der ungarischen Grenze.

## Geschichte
Neben Slaven Belupo ist NK Koprivnica der zweite Verein aus Koprivnica, der in einer der besten drei Ligen des Landes spielt, wobei Slaven Belupo in der ersten und NK Koprivnica in der dritten Liga spielt. Zwischen 2000 und 2007 spielte NK Koprivnica zweitklassig.

## Stadion
Der Verein teilt sich das Gradski-Stadion mit Slaven Belupo. Das Stadion hat lediglich eine Tribüne auf einer der Längsseiten des Platzes und ein Fassungsvermögen etwas mehr als 3000 Zuschauern.

## Kader Saison 2024/25
Stand: 25. Februar 2025
|  | Fabijan Šašek       | Kroatien |
|  | Željko Sokać        | Kroatien |
|  | Mario Hontić        | Kroatien |
|  | Tomislav Stilinović | Kroatien |
|  | Slaven Jarnec       | Kroatien |

|  | Bojan Tucaković  | Kroatien |
|  | Jakov Krstanović | Kroatien |
|  | Hrvoje Kudumija  | Kroatien |
|  | Ivan Ganžulić    | Kroatien |
|  | Luka Mikor       | Kroatien |
|  | Luka Vinski      | Kroatien |

|  | Zoran Martinčić          | Kroatien   |
|  | Antun Šokec              | Kroatien   |
|  | Filip Palčić             | Kroatien   |
|  | Tin Stanić               | Kroatien   |
|  | Alen Furjan              | Kroatien   |
|  | Stjepan Korenika         | Kroatien   |
|  | Fran Žuškin              | Kroatien   |
|  | Mihael Perić             | Kroatien   |
|  | Rayan Sakji              | Frankreich |
|  | Arijan Brković           | Kroatien   |
|  | Mbou Eloundou Marc-Randy | Kamerun    |

|  | Fran Kožarić     | Kroatien |
|  | Paul Sosa        | Kuba     |
|  | Mateas Delić     | Kroatien |
|  | Filip Vuić       | Kroatien |
|  | Ivan Sajko       | Kroatien |
|  | Ivan Vrkić       | Kroatien |
|  | Marko Radotović  | Kroatien |
|  | Filip Lovković   | Kroatien |
|  | Mauro Blažeković | Kroatien |